# セガツーリングカーチャンピオンシップ
『セガ ツーリングカー チャンピオンシップ』 (SEGA Touring Car Championship、STCC)は、1996年にセガが稼働したアーケードゲームであり、レースゲームに分類される。

## ゲームの概要
セガラリーチャンピオンシップをヒットさせた水口哲也と佐々木建仁のコンビによる意欲作であった。セガラリーがWRCをモチーフとしていたのに対し、本作はDTM（ITC）をモチーフとしている。登場する全ての車体は市販車をベースにチューアップされている。どの車体も実在するレースで活躍してきた経歴がある。ゲームのモデルとなった車体はレースの規格とは違っている。欧州を中心に盛り上がりを見せたレースを再現しており、チューンアップされた市販車で時速300キロ以上が堪能できる。
本作の特徴的な点は、車体の加減速による荷重移動を再現していることである。
標準的なレースゲームは、実車よりも手軽かつ爽快に運転できるよう設計されているが、本作ではきちんと減速し、前輪をグリップさせなければコーナーを曲がることはできない。
また、実際のDTMツーリングカーに倣い、ピーキーかつパワーバンドの狭いエンジン特性であるため、些細なステアリングのミスでもエンジン回転数が下がり、減速してしまう。
そのため、レースゲームでは定番のドリフト走行などはほとんど無意味であり、堅実なグリップ走行が要求された。
加えて、ゲームバランスも、標準設定では制限時間が異常に短い、スタート順位は直前のタイムで決まるので、下位のグリッドからスタートになると逆転がほぼ不可能であるなど、当時としては極端に難易度が高いものであった。
類似のコンセプトを持つ作品に、後年のグランツーリスモが存在するが、これはじっくり取り組めるコンシューマゲームであったうえ、排気量の小さい車種からスタートするため、プレイヤーが運転テクニックを習得するのは比較的容易であった。
もうひとつの大きな特徴として、BGMにavex traxの楽曲（ユーロビート、ハイパーテクノ、レイヴ各1曲ずつ）を採用していた点が挙げられる。2002年にセガからリリースされた頭文字D ARCADE STAGEシリーズにおけるSUPER EUROBEAT収録曲の使用など、今でこそこのようなコラボレーションは散見されるが、当時としてはこのような提携は珍しいものであった。また、インターネット黎明期であった当時において、アーケードゲームとインターネットを連動させるという試みを行った始祖的存在であり、1996年秋の時点で画面上にURLを表示していた。シート後部搭載のドームスピーカーからエンジンサウンドが流れており迫力のある臨場感を与えていた。

## ゲームモード
ゲームスタート時にプレイヤーはゲームモードと車種を選択する。予選を除くすべてのレースは、ペースカーに先導されてのローリングスタートである。

### アーケードサイド(各機種共通)
チャンピオンシップ
まず予選で"Country circuit"を一周し、タイムによってスタートグリッドを決定する。その後3つのコースを2周ずつ(工場出荷時設定。1周・3周に変更可能)転戦し、順位とタイムを競う。3戦合計タイムで1位になるとエクストラステージとして"Urban circuit"を走ることができるが、こちらのタイムは記録に含まれない。
エキスパートモード
アーケード筐体ではビューチェンジボタンを2つとも押しながらコイン投入でこのモードになる。サターン版ではゲームの追加要素として存在。車の挙動が変わり、最高速が5km/hほど増す代わりにアンダーステア傾向が強くなり曲がらなくなる。また、天候も変わり、第1戦→夕焼け、第2戦→夜、第3戦→雨雲、の元でのレースとなる。ランキングは普通のチャンピオンシップとは別建てで存在するが、デモ画面中には出ないので、このモードでランクインするしか見る方法は無い。
グランプリモード
工場出荷時には存在せず、これを遊ぶには店舗側の設定が必要となる。3つあるコースのうち一つを選び、20周して順位とタイムを競う。走っているうちにタイヤが磨耗するので、徐々にコーナリングに影響が出る。ピットインのタイミングが重要となる。
アーケード版の成績は、公式サイトで申請の受付とランキング表示をおこなっていたが、PCなどのWebブラウザでタイムを数値入力する自己申請であった(現在公式サイトは閉鎖されている)。

### サターンサイド(サターン版追加要素)
チャンピオンシップ
アーケードサイドよりも難度を多少易しくしたもの。3つのコースを順番に走ってトップを目指す。各コースの成績で次のレースのグリッドが決まる。成績の基準にタイムも関係するかは不明。
タイムアタック
好きなコースを選び、5周あるいは周回数無制限にしてタイムアタックできる。厳密にはアーケード版にも存在した(コマンド入力が必要で、周回数は10周。グランプリモードと違ってタイヤが減らない)。
VSレース
画面を上下に二分割し、二人対戦することができる。
カーセットアップ
マシンごとにミッション、ギア比、ハンドリング、タイヤ、フロントサスペンション、リアサスペンション、ブレーキのセッティングを行い保存できる。保存したマシンはタイムアタックなどで使用可能。セッティングを保存できるのは4車のみである。
エキシビジョン
追加のオリジナル面"Boom town circuit"で競う。
グローバルネットイベント
内蔵時計により期間限定で発生した。世界同時で24時間限定のタイムトライアルを行い、上位入賞者には賞品が贈られた。なお、使用できる車種は通常選択できる4台に限られた。
時計をその日に設定すれば今でも遊べる。下記の日時は日本時間。
- 1997年12月25日12時～翌日12時 Boom town Circuitのミラーコースを2周したタイムで争われた。コースはクリスマス風にデコレーションされていた。
- 1998年2月14日0時～翌日0時 パイロンを倒しながら、チャンピオンシップで行われる3コースを1周ずつ走る。他車は出現しない。パイロンを倒し損ねた分だけペナルティタイムが加算された。
- 1998年4月1日9時～翌日9時 Boom town Circuitを自分だけ逆走で2周する。他車は普通に走るので注意が必要。

公式サイトでのランキングは、アーケード版とは別におこなわれていた。成績はパスワードによる申請で、さらにモデムを繋ぐと内蔵ブラウザにより直接申請することができた。ボタンひとつでネットランキングに直接送信できるシステムはコンソールゲーム機史上初であると思われる。

### PCサイド(Windows版追加要素)
マルチプレイ
別のパソコンのプレイヤーとモデム、LAN(TCP/IPX、SPX/IPX)、ケーブルを介して通信プレイが可能。
グローバルネットイベント
サターン版と同時に行われたのが1回だけあった。イベントが終了していても裏技を使うことにより遊ぶことができる。

## コース

### 通常面
- Country circuit (第1戦)
- Grunwald circuit (第2戦)
- Brick wall town (第3戦)

### エクストラステージ
- Urban circuit

### エキシビジョン
- Boom town circuit

## 登場車種

### FR
テールが滑りやすく不安定だが、パワーに優れる。
スープラGT
厳密にはJGTC(後のSUPER GT)の車
AMG・メルセデス・ベンツ・Cクラス

### 4WD
パワーはやや劣るが、安定性に優れる。
アルファロメオ・155 V6TI

オペル・カリブラV6

### 移植版の隠し車種
ゲームの進み具合により追加される。
セガレーシングプロト
自らドライブするマシンとAI(人工知能)が操作するマシンが表裏一体で存在し、AIはこの車に乗ることで「育てる」ことができる（走行データの反映）。育てたAIカーはチャンピオンシップなどを走らせたり、VSレースで自分と対戦させることもできる。また、メモリーカートリッジに記録した他プレイヤーのAIカーと自分のAIカーを競わせることもできる。
セリカGT-Four (ST205)

ランチア・デルタHF インテグラーレ
セリカ・デルタの2車はセガラリーチャンピオンシップからの参戦のラリー車でDTMの車ではないが、速度性能はラリー用よりも大幅に強化されており、両者とも300km/h以上出るようになっている。ただし強化されているとは言えグリップや最高速は最初に使用できる車やセガレーシングプロトには及ばないため遅い。

## サウンドトラック
マーベラスエンターテイメントより1997年10月に発売。特典としてセガサターン版の体験版が同梱されていた(現在は廃盤)。
なお、セガサターン版およびWindows版は、BGMがCD-DAで収録されているので、これをサントラの代用とすることも可能。楽曲は基本的に同じだが、内蔵音源そのままではなく、編集した上で収録しているため、アレンジが若干異なって聞こえる。またavex trax提供の楽曲は、アーケード版では短いループだが、移植版では原曲全体が収録されている。
アーケード版は、SEGA SOUNDおよびTRANCEは内蔵音源で演奏されるが、avex trax楽曲は楽曲全体がサンプリング収録されたものが再生される。
使用楽曲
- avex trax(prime direction)
  - 第1戦 : So High/Channel X
  - 第2戦 : Are U wake up?/Starr Gazer
  - 最終戦 : Don't drop me/Ann Sinclair
  - (エクストラ : SONIC DRIVE/Ryo Arai)
- TRANCE
  - 第1戦 : Impalas ver.2.0/EBIZOO
  - 第2戦 : Rising High/Yuki Kubo
  - 最終戦 : Brave Nu Charge/Yoji Biomehanika
  - エクストラ : SONIC DRIVE/Ryo Arai
- SEGA SOUND
  - 第1戦 : Higher Streamer/Seiichiro Matsumura
  - 第2戦 : Condition RED/Seiichiro Matsumura
  - 最終戦 : Loose Control/Hiroshi Kawaguchi
  - エクストラ : Target/Hiroshi Kawaguchi

## アーケード筐体
アーケード版の基板はデイトナUSAやセガラリーに引き続き、Model2を採用。60fps（正確には57.5fps）で描画している。移植版でこのフレームレートは再現されていない。
デラックス筐体
寸法 1130mm(W)×1800mm(D)×1800mm(H)
重量 306kg
16:9比率の39インチワイド画面はインディ500のものとほぼ同じだが、シートがバケット状になり、スピーカーが耳元に配置されるようになった。
ツイン筐体
寸法 1632mm(W)×1750mm(D)×1920mm(H)
重量 513kg
従来通り4:3比率の29インチ画面。こちらもバケット状のスピーカー内蔵シート採用。このシート形状はスカッドレース、セガラリー2などレースゲームに留まらず、電脳戦機バーチャロン(オラトリオタングラム以降)やプラネットハリアーズなどにも流用された。
デラックス筐体、ツイン筐体ともに、土台はコクピットタイプの汎用筐体として設計されたものであるため、どちらのタイプにも、新造で出荷されたものと、既存のゲームからコンバートされたものが存在する。いずれも、黄色と黒を基調とした派手な装飾が特徴である。
後に、ツイン筐体は、ルマン24への改造キットが発売されたために、同ゲームの登場とともに稼動数が激減した。
デラックス筐体は、これ以降の改造キットは存在しない。
もともと場所を取る筐体であり、売り上げが低い店舗では順次撤去されたため、汎用筐体としても短命であった(インディ500からのコンバージョン用としては一応、ジャレコのスーパーGT24Hやオーバーレブも存在した)。
両筐体とも、基板のバージョンが複数あり、大別すると2種、通称「旧ロム」と「新ロム」に分かれる。
「旧ロム」は予選1位のタイムが25秒003、「新ロム」は24秒523で、レース中のCPU他車の速さも「旧ロム」のほうが遅い。CPU車の速さ以外の差異は不明。

## 移植版・派生作
セガサターン版
1997年11月27日発売。ネット経由でのランキングへの直接登録や世界同時発生イベント、AIカーの育成など、数々のエポックメイキングな追加要素があるものの、ハードの制約から（特に描画面での）移植度に問題がある。
Windows版
1998年2月27日発売。上記の欠点を多少改良したうえ、ネットワーク対戦などを追加したもの。描画はDirectDrawのみであったが、パッチを当てるとDirect3Dの描画にも対応する。
2000年にはメディアカイトから廉価版が発売された。
セガ・ツーリングカー・チャンピオンシップ・スペシャル
ツーリングカー実車のボディを筐体に見立て、モーションベースに載せて巨大な体感ゲームと化したもの。当初は岡山ジョイポリスに設置され、後に東京ジョイポリスへ移設されたが、2007年6月6日をもって稼動を終了した。